# Mad Tracks
Mad Tracks est un jeu vidéo de course, de type Micro Machines, édité à l'origine par Micro Application et développé par Load Inc. sur PC. Il est vendu au prix de 15 € environ et est téléchargeable sur le site officiel. Depuis 2007, le jeu est édité par D3 Publisher et téléchargeable sur Xbox 360, dans un service dédié aux jeux, le Xbox Live Arcade. Il coûte 800 points, ce qui correspond environ à 10 €. En décembre 2009, le jeu est sorti sur Wii, édité par Bigben Interactive.

## Système de jeu
C'est un gameplay très axé arcade avec notamment une conduite très facile à prendre en main. Les épreuves alternent courses et mini-jeux comme le billard ou le baby foot. Le jeu est orienté multijoueurs avec la présence de nombreux cadeaux (missile à tête chercheuse, flaque d'huile...) répartis tout au long de parcours, ce qui engendre de nombreux revirements de situation. Le jeu est jouable en multijoueurs local jusqu'à 4 sur le même écran (split screen).

## Version Xbox 360
La version Xbox 360 est sorti deux ans après la version Windows. Elle coûtait 800 points. S'ajoute deux packs bonus comprenant de nouveaux circuits et minis jeux (un pack coûtant 350 points). Cette version est à peu près identique à celle connue sur PC, malgré un mode online mieux élaboré. En revanche, du fait de la limite de taille autorisé pour un jeu Xbox live arcade qui est de 50 Mo, la version Xbox 360 possède une bande-son un peu moins fournie.[réf. nécessaire]